# Ademir Vieira
Ademir Vieira, conosciuto anche solo come Ademir (San Paolo, 21 ottobre 1951), è un allenatore di calcio ed ex calciatore brasiliano naturalizzato portoghese, di ruolo attaccante e centrocampista.

## Caratteristiche tecniche
Era un giocatore molto dotato, il cui rendimento era però inficiato dai frequenti infortuni.

## Carriera

### Calciatore
Ha iniziato la carriera in patria al Santo André per poi trasferirsi nel 1972 in Portogallo, ingaggiato dall'Olhanense. Con i portoghesi ottenne la promozione in massima serie nel 1973, ottenendo nella Primeira Divisão 1973-1974 l'undicesimo posto in campionato. La stagione seguente retrocedette in cadetteria a causa del quindicesimo e penultimo posto ottenuto. 
Durante la sua permanenza all'Olhanense, ha una esperienza con la franchigia NASL dei Toronto Metros, con cui nella North American Soccer League 1974 non riesce a superare la fase a gironi del torneo.
Nel 1976 passa al Porto, con cui vinse la Taça de Portugal 1976-1977, pur non giocando la finale, e la Primeira Divisão 1977-1978. Con la squadra di Porto esordisce anche nelle competizioni continentali europee, giocando 2 incontri in Coppa UEFA ed uno nella Coppa delle Coppe. 
Nel 1978 lascia il Porto per trasferirsi in Spagna, in forza ai galiziani del Celta Vigo. Con il Celta esordisce il 12 ottobre 1978 contro l'Alondras nella Coppa del Re 1978-1979, subentrando nel secondo tempo ad Alejandro Lago, segnando la rete del definitivo 4-0. Con i galiziani ha giocato 121 incontri, di cui cinque nella massima serie spagnola, vincendo durante la militanza con il club la Segunda División B 1980-1981 e la Segunda División 1981-1982. L'intera militanza con il club azzurro fu funestata da numerosi infortuni.
Nel 1983 torna all'Olhanense, con cui rimane sino al 1985. Seguono poi due esperienze al Louletano ed infine all'Imortal, con cui chiude la carriera nel 1988.

### Allenatore
Lasciato il calcio giocato, resta in Portogallo, ove oltre a guidare alcune piccole formazioni lusitane, guida il suo vecchio club, l'Olhanense, in due occasioni.

## Palmarès

### Competizioni nazionali
- Campionato portoghese: 1

Porto: 1977-1978
- Coppa del Portogallo: 1

Porto: 1976-1977
- Segunda División: 1

Celta Vigo: 1981-1982
- Segunda División B: 1

Celta Vigo: 1980-1981 (gruppo I)